# Хорн, Пол
Пол Хорн (англ. Paul Horn, 17 марта 1930 — 29 июня 2014) — американский джазовый флейтист, считающийся основоположником музыки нью-эйдж.

## Биография
Пол Хорн родился в городе Нью-Йорке и начал играть на пианино в возрасте 4 лет и на саксофоне в возрасте 12 лет. Он изучал флейту в 1952 году в консерватории Оберлинского колледжа в Огайо, а затем получил степень магистра в консерватории Манхэттенская школа музыки (Manhattan School of Music).
Переехав в Лос-Анджелес, он играл в квинтете Chico Hamilton с 1956 по 1958 год и записал свой дебютный альбом Something Blue в 1960 году. Став к тому времени признанным сессионным музыкантом Западного побережья, он играл в оркестре Дюка Эллингтона (альбом Suite Thursday) и работал с Нэт Кинг Коулом, Тони Беннеттом и другими. В 1970 году он со своей второй женой Тринити переехал в Викторию, Британская Колумбия. Он основал свой собственный квинтет и записывал музыку к фильмам кинокомпании «National Film Board of Canada».
Он широко известен новаторством в исполнении как на металлической, так и на традиционной деревянной флейтах, и записал несколько поистине экзотических альбомов. Наверно самыми знаменитыми из них являются его «инсайдовские» записи, особенность которых — в воздушных, повторяющихся эхом звуках, создающихся в местах духовного значения. Эта серия началась с тех пор, как Хорн принёс магнитофон в Тадж-Махал во время своей поездки в Индию в 1968 году, когда он был с Битлз в Ришикеше, а далее продолжилась записями внутри пирамиды Хеопса и возвращением в Тадж-Махал в 1989 году. Затем подобные записи Хорн сделал в соборе, в каньонах Юго-запада США с индейским флейтистом Карлосом Накаи и с касатками.
В 1998 году ему удалось сделать запись в стенах дворца Потала в Лхасе, Тибет. Хорн был первым западным человеком, получившим разрешение музицировать внутри этой массивной структуры, считающейся духовным ядром Тибетского буддизма. Хорн вернулся в Тибет в 2003 году, чтобы заснять священную гору Кайлас, где он развеял прах своего бывшего компаньона по путешествиям буддийского монаха Lama Tenzin.
Хорн, несомненно, является джазовым музыкантом, но многие его работы не поддаются категоризации. Наряду с серией «Инсайд» он записал другие джаз-альбомы с музыкантами разных культур и происхождения, включая «Китай» и «Африку».
Последние годы он жил со своей третьей женой, певицей и автором-исполнителем Энн Мортифи.
Скончался 29 июня 2014 года в возрасте 84 лет.
В СССР в 1983 году был выпущен диск (долгоиграющая пластинка) с записями Пола Хорна.
25 июня 2019 года The New York Times Magazine назвал Пола Хорна среди сотен исполнителей, чей материал, как сообщается, был уничтожен во время пожара в Universal Studios Hollywood 2008 года.

## Дискография
- Clutch Cargo soundtrack (1959)
- Something Blue (1960)
- The Jazz Years (1961)
- Profile of a Jazz Musician (1961) with vibraphonist Emil Richards
- The Sound of Paul Horn (1961) also with Richards, this album is now on the Profile of a Jazz Musician CD
- Cycle (1965)
- Jazz Suite on the Mass Texts (1965) with Lalo Schifrin
- Here’s That Rainy Day (1966) with Quintet
- In India & Kashmir (1968)
- Inside, also known as Inside the Taj Mahal (1968)
- Inside II, (1972)
- Visions (1974)
- The Altitude of the Sun (1975)
- Special Edition (1975)
- Nexus (1975)
- Inside the Great Pyramid (1976)
- Riviera Concert (1977)
- Dream Machine (1978)
- China (1981)
- Inside the Cathedral (1983)
- Traveler (1985)
- Sketches: A Collection (1986)
- The Peace Album (1988) — music for Christmas
- Brazilian Images (1989)
- Inside the Taj Mahal, Volume 2 (1989)
- Nomad (1990)
- Africa (1994)
- Music (1997)
- Inside Canyon de Chelly (1997) — with R. Carlos Nakai
- Inside Monument Valley (1999) — with Nakai
- Tibet: Journey to the Roof of the World (2000)
- Imprompture (2001)
- Journey Inside Tibet (2001)

## Фильмография
- A Bucket of Blood (1959) (saxophone solo intro)